# Distrikt Juliaca
Der Distrikt Juliaca liegt in der Provinz San Román in der Region Puno im Süden Perus. Der Distrikt entstand in den Gründungsjahren der Republik Peru. Er besitzt eine Fläche von 395 km². Beim Zensus 2017 wurden 235.110 Einwohner gezählt. Sitz der Provinz- und Distriktverwaltung ist die 3824 m hoch gelegene Stadt Juliaca mit 223.022 Einwohnern (Stand 2017).
Juliaca befindet sich 40 km nordnordwestlich der Regionshauptstadt Puno.

## Geographische Lage
Der Distrikt Juliaca liegt im östlichen Norden der Provinz San Román, etwa 20 km vom Nordwestufer des Titicacasees entfernt. Der Río Coata durchquert den Distrikt in nordnordöstlicher Richtung.
Der Distrikt Juliaca grenzt im Westen an die Distrikte Cabanilla und Lampa (beide in der Provinz Lampa), im Norden an den Distrikt Calapuja (ebenfalls in der Provinz Lampa), im Osten an den Distrikt San Miguel sowie im Süden an die Distrikte Caracoto und Cabana.